# ابوحامد کرمانی
افضل‌الدین ابوحامد احمد بن حامد کرمانی (زاده: ۵۳۰ )هجری قمری در کرمان، درگذشت: ۶۱۵ هجری قمری در کوهبنان)، مورخ، طبیب، نویسنده، شاعر و فیلسوف نامدار و برجستهٔ کرمان در قرن ششم و هفتم هجری بود.

## درباره او
افضل‌الدین ابوحامد احمد بن حامد کرمانی در حدود سال ۵۳۰ هجری قمری در شهر کرمان (و به روایتی در کوهبنان) به دنیا آمد. از وی با عنوان افضل کرمان یا به کنیه اش، ابوحامد نیز یاد می شده‌است. وی نه فقط پزشکی حاذق، بلکه مورخی نکته سنج و فیلسوفی بزرگ بود و نخستین و قدیمی‌ترین تاریخ‌های موجود درباره‌استان پهناور و تاریخی کرمان نیز از آثار او به شمار می‌رود.
وی مدت‌ها در دربار سلجوقیان کرمان به شغل دبیری و طبابت اشتغال داشت و همچنین طبیب مخصوص مَلکُ دینار غُزّ بود و افزون بر این، به خاطر جایگاه والایش در دانش پزشکی از یاری و پشتیبانی اتابکان یزد و اولاد طغرل شاه سلجوقی نیز برخوردار بود.

## تأسیس بیمارستانهایی در کرمان و یزد
وی، با بهره از پشتیبانی این زمامداران در روزگار خویش، در کرمان و همینطور در یزد، بیمارستانهایی تأسیس نمود و خود در رأس پزشکان این بیمارستانها به طبابت و تألیف و آموزش پزشکی اشتغال داشت.
خود وی در یکی از تألیفاتش، به این واقعیت که تأسیس مدارس و بیمارستانها توسط او، با تشویق و ترغیب و حمایت زمامداران همعصرش بوده‌است، چنین اشاره می‌کند:
.. به حکم آن، مرا معایش بسیار فرموده بودند و شروع در مدارس و مارستانات کرده، مرا تکلیف اعمال نمودند...
و یا در جای دیگر، که همین موضوع را در حقّ ملوک دیار یزد و اتابکان سلغری چنین تکرار می‌کند:
... از آن حضرت، در احترام و توقیع من مبالغت می‌نمودند و مارستان با مبالغ ارتفاع، مسلم فرمودند.
از این قبیل نوشته‌های این پزشک ارجمند که رسالات پزشکی خویش را به زبان فارسی تدوین کرده، چنین برمی آید که وی، اساساً یکی از نخستین ادیبان و نویسندگان ایرانی بوده‌است که در قرن ششم از کلمات فارسی مارستان یا مارستانات، به جای لغت دارالشفاء که عربی است،استفاده کرده و بعدها همین کلمات در کلام فارسی زبانان و پارسی گویان اعصار بعد، جهت توصیف مراکز درمانی (همچون بیمارستان و تیمارستان)، پذیرفته و به کار برده شده‌اند.

## آثار و تالیفات
از جمله کتب ارزشمند او «عقد العلی للموقف الاعلی» و«بدایع الزمان فی وقایع کرمان» در جغرافیا و تاریخ کرمان است که به تاریخ افضل شهرت دارد.
افضل الدین ابوحامد احمد بن حامد کرمانی در امر پزشکی تبحر داشت و پزشک مخصوص دربار سلاجقه نیز بود، رسالهٔ طبّی بزرگ و پرارجی به نام صلاح الصحاح نیز تألیف نمود که از مهم‌ترین رسالات پزشکی تدوین شده در قرن ششم هجری به زبان فارسی است.

## بنیانگذار طب پیشگیری
از نکات جالب توجه در مورد او، تأکید ویژه‌ای است که وی در تألیفات و تقریرات پزشکی خویش، بر اصل پیشگیری از بیماریها و مقدم دانستن پیشگیری بر درمان نموده‌است. وی در قرن ششم موضوع پیشگیری را در کنار درمان بیماری‌ها، از اصلی‌ترین محورهای طب و طبابت خویش قرار داده و در اشاعهٔ این نگرش در طب کوشیده‌است. در این ارتباط، در جمله‌ای از رسالهٔ صلاح الصحاحِ وی می‌خوانیم:
حفظ صحّت، یک نیمه از جزوِ عمل است از علم طبّ، و نیمهٔ دیگر علاج بیماران است...
این جمله که سرتاسر رسالهٔ مذکور و همینطور برخی دیگر از تألیفات پزشکی ابوحامد، به تشریح آن اختصاص دارد، حکایتگر آن است که این دانشمند و پزشک ارجمند کرمانی، با الهام از مبانی طبی ایران باستان، قرن‌ها قبل از پزشکان غربی، بر تقدّم نقش پیشگیری از بیماری‌ها بر درمان آنها، تأکید و احاطه داشته و بدین اعتبار، وی را باید از بانیان اصول بهداشت و طبّ پیشگیری، نه فقط در کرمان، و نه فقط در ایران، بلکه در کل جهان شناخت و جایگاه شامخ او را در این عرصه، ستود و ارج نهاد.